# Isabella de' Medici (Bronzino)
Isabella de' Medici är en porträttmålning som är attribuerad till den italienske konstnären Agnolo Bronzino. De målades omkring 1552–1553 och ingår sedan 1866 i samlingarna på Nationalmuseum i Stockholm.
Bronzino var framför allt verksam i Florens och var en av manierismens ledande porträttmålare. Porträttet föreställer hertiginnan Isabella Romola de' Medici (1542–1576) när hon var omkring elva år gammal. Hon var dotter till Cosimo I de' Medici vid vars hov Bronzino arbetade och utförde otaliga målningar och porträtt av familjen; mest känd är Porträtt av Eleonora av Toledo och hennes son Giovanni de' Medici som skildrar Isabellas mor och yngre bror. Porträttets mörka bakgrund framhäver hennes bleka hy, uttrycksfulla ögon och fina drag. Örhängena i form av ymnighetshorn anspelar på fertilitet. Hon gifte sig 1558 med Paolo Giordano Orsini (1541–1585) och dog tidigt, troligen mördad av sin svartsjuke make. 